# إد تشابلن
إد تشابلن (بالإنجليزية: Ed Chaplin) هو لاعب كرة قاعدة أمريكي، ولد في 25 سبتمبر 1893 في بيلزير في الولايات المتحدة، وتوفي في 15 أغسطس 1978 في سانفورد في الولايات المتحدة.

## وصلات خارجية
- إد تشابلن على موقعبيزبول رفرنس.كوم (الدوري الرئيسي) (الإنجليزية)
- إد تشابلن على موقع جمعية أبحاث البيسبول الأمريكية (الإنجليزية)
- إد تشابلن على موقع مشجعي الرسوم البيانية (الإنجليزية)